# Lepidium schlechteri
Lepidium schlechteri är en korsblommig växtart som beskrevs av Albert Thellung. Lepidium schlechteri ingår i släktet krassingar, och familjen korsblommiga växter. Inga underarter finns listade i Catalogue of Life.